# Sojuz 7K-L1

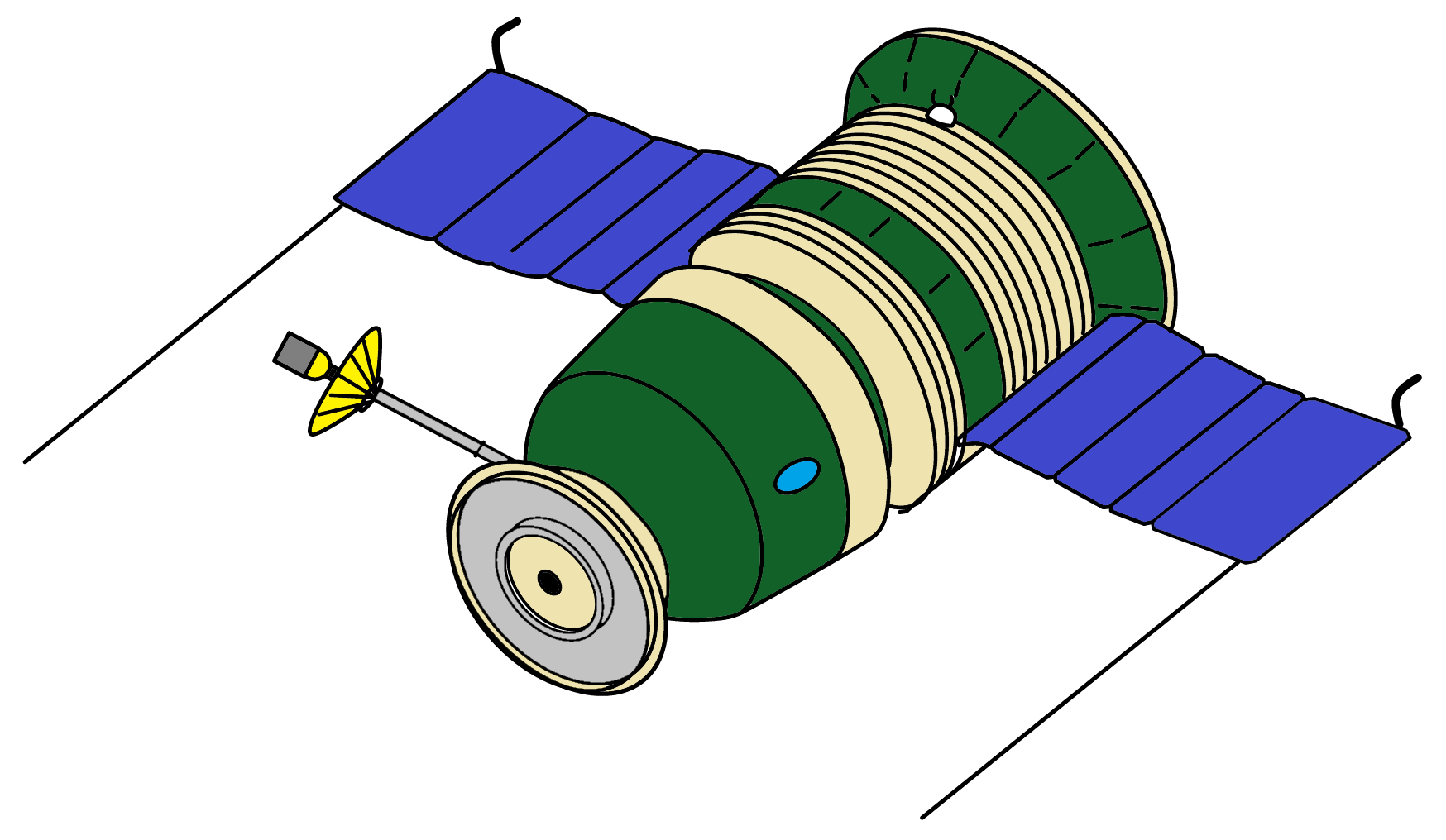
Kresba lodi Sojuz 7K-L1

Sojuz 7K-L1 (také zvaná L-1) byla sovětská vesmírná loď, která měla za cíl dopravit dvojčlennou posádku ze Země na Měsíc bez dosažení oběžné dráhy.

## Popis
Při návrhu Sojuzu 7K-L1 vycházeli sovětští konstruktéři z konstrukce lodi Sojuz 7K-OK. Ta byla zbavena několika svých částí kvůli snížení hmotnosti. Nejvýznamnějšími změnami bylo odstranění orbitálního modulu a záložního padáku. Kosmická loď byla schopna nést dva kosmonauty.

## Využití
Loď byla vynášena raketou Proton a byla použita v programu Zond. Bylo podniknuto pět bezpilotních letů:
- Zond 4 – Start 2. března 1968. Autodestrukce při návratu 10 km nad Zemí 9. března 1968.
- Zond 5 – Start 15. září 1968. Oblet Měsíce 18. září 1968. Návrat na Zemi 21. září 1968.
- Zond 6 – Start 10. listopadu 1968. Oblet Měsíce 14. listopadu 1968. Návrat na Zemi 17. listopadu 1968.
- Zond 7 – Start 7. srpna 1969. Oblet Měsíce 11. srpna 1969. Návrat na Zemi 14. srpna 1969.
- Zond 8 – Start 20. října 1970. Oblet Měsíce 24. října 1970. Návrat na Zemi 27. října 1970.